# 5537 Sanya
Az 5537 Sanya (ideiglenes jelöléssel 1964 TA2) a Naprendszer kisbolygóövében található aszteroida. A Bíbor-hegyi Obszervatórium fedezte fel 1964. október 9-én.